# Låt hjärtat va' me' (TV-serie)
Låt hjärtat va' me' var en TV-serie producerad av SVT Göteborg.
Programserien var en uppföljare till TV-succén Jubel i busken, i vilken Sten-Åke Cederhök, Sonya Hedenbratt, Rulle Lövgren, Elvy Bengtsson och Nisse Peters medverkade. 
Serien som innehöll sång, musik och sketcher utspelade sig på ett litet café i stadsdelen Haga i Göteborg, men i själva verket var den naturtrogna miljön en TV-studio som man byggt upp i tennishallen vid Delsjövägen. Bo Hermansson regisserade serien som sändes i två omgångar 1969 och 1971.
Flera av numren ur serien finns utgivna på LP-skivor och några program har sänts i repris i nostalgiserien Minnenas television.
Signaturmelodin "Låt hjärtat va' me'" utgjordes av den amerikanska musikallåten "Heart" av Richard Adler och Jerry Ross, från år 1955, med svensk text av Bo-Göran Edling.